# Mogens Dam
Mogens Dam, född 19 november 1897 i Köpenhamn, död 4 november 1979 i Birkerød, var en dansk sångtextförfattare, författare och journalist. Han var son till författaren Johannes Dam (1866–1926) och Anna S. L. Hornbech (1870–1952).

## Biografi
Dam studerade vid danska konstakademins målarskola 1917–1918 och läste därefter journalistik. Arbetet som journalist började vid Roskilde Dagblad 1918, fortsatte vid Berlingske Tidende 1921 och Politiken 1922 där han blev kvar i 18 år. Han fortsatte arbeta som journalist i någon utsträckning fram till 1970.
Dam skrev filmmanus till bland annat Saa til søs (1933), Inkognito (1937) och originalmanuset till revyn Solstik på badehotellet som blev film 1973. Utöver det skrev han sångtexter till ett tjugotal danska filmer och sångtext eller manus till ett hundratal revyer. Han översatte också sångtexterna i Disneyfilmerna Snövit och de sju dvärgarna (1937) och Pinocchio (1940) till danska. Dessutom översatte han många pjäser och operetter inklusive en succéuppsättning av Farinelli 1942. Sångtexten till vinnaren av danska Melodi Grand Prix 1964, Sangen om dig framförd av Bjørn Tidmand, skrevs av Dam och låten representerade sedan Danmark samma år i Eurovision song contest.